# Quamtana nylsvley
Quamtana nylsvley är en spindelart som beskrevs av Huber 2003. Quamtana nylsvley ingår i släktet Quamtana och familjen dallerspindlar. Inga underarter finns listade i Catalogue of Life.